# Zálesná Zhoř
Zálesná Zhoř (in tedesco Salesna Shorsch) è un comune della Repubblica Ceca facente parte del distretto di Brno-venkov, in Moravia Meridionale.